# Двунога небалия
Двуногите небалии (Nebalia bipes) са вид висши ракообразни от семейство Nebaliidae.
Таксонът е описан за пръв път от Ото Фабрициус през 1780 година.

## Подвидове
- Nebalia bipes abyssicola
- Nebalia bipes bipes
- Nebalia bipes valida